# Quinta del Duque del Arco
La Real Posesión de la Quinta de El Pardo, anterior propiedad del Duque del Arco, es un ejemplo de las casas de campo que algunos aristócratas de los siglos XVII y XVIII utilizaban para retirarse a las afueras de Madrid. Alberga un palacete, una casa de labor y unos jardines barrocos con esculturas y fuentes. 
Se encuentra en el monte de El Pardo, a 3,5 kilómetros del pueblo del mismo nombre, dentro del término municipal de Madrid (España).

## Historia
El palacio de la Quinta tuvo su origen en la Quinta de Valrodrigo, una casa de labor que compró el duque del Arco, Alonso Manrique de Lara y Silva (íntimo cortesano, Caballerizo Mayor de Felipe V y alcaide de El Pardo) a la viuda de Francisco Quirivia en 1717. Construyó una casa cuyas trazas recordaban al palacio de la Zarzuela, del arquitecto Juan Gómez de Mora.
A la muerte del duque en 1737, María Ana Enríquez de Cárdenas, viuda del duque del Arco, donó la propiedad a los reyes Felipe V e Isabel de Farnesio en 1745, quienes la incorporaron al Real Sitio de El Pardo. Un plano que entonces levantó por encargo del Rey su arquitecto Francisco Carlier nos permite conocer el aspecto original de la finca, caracterizado por una armoniosa relación entre el jardín y el cultivo agrícola, inmersos en el entorno natural del monte, sin que nada rompiese la continuidad visual entre estos tres ámbitos.
La mayor parte de sus ochenta fanegas de terreno, que ahora son olivares, estaba plantada con viñedos, mientras en los terrenos bajos de regadío había 926 frutales de diferentes especies que se han vuelto a introducir dentro de la restauración; había además 116 naranjos. 
En la segunda mitad de la década de 1920, fue utilizada por el príncipe de Asturias don Alfonso como finca de recreo y para la práctica de la agronomía, a la que el príncipe era muy aficionado.

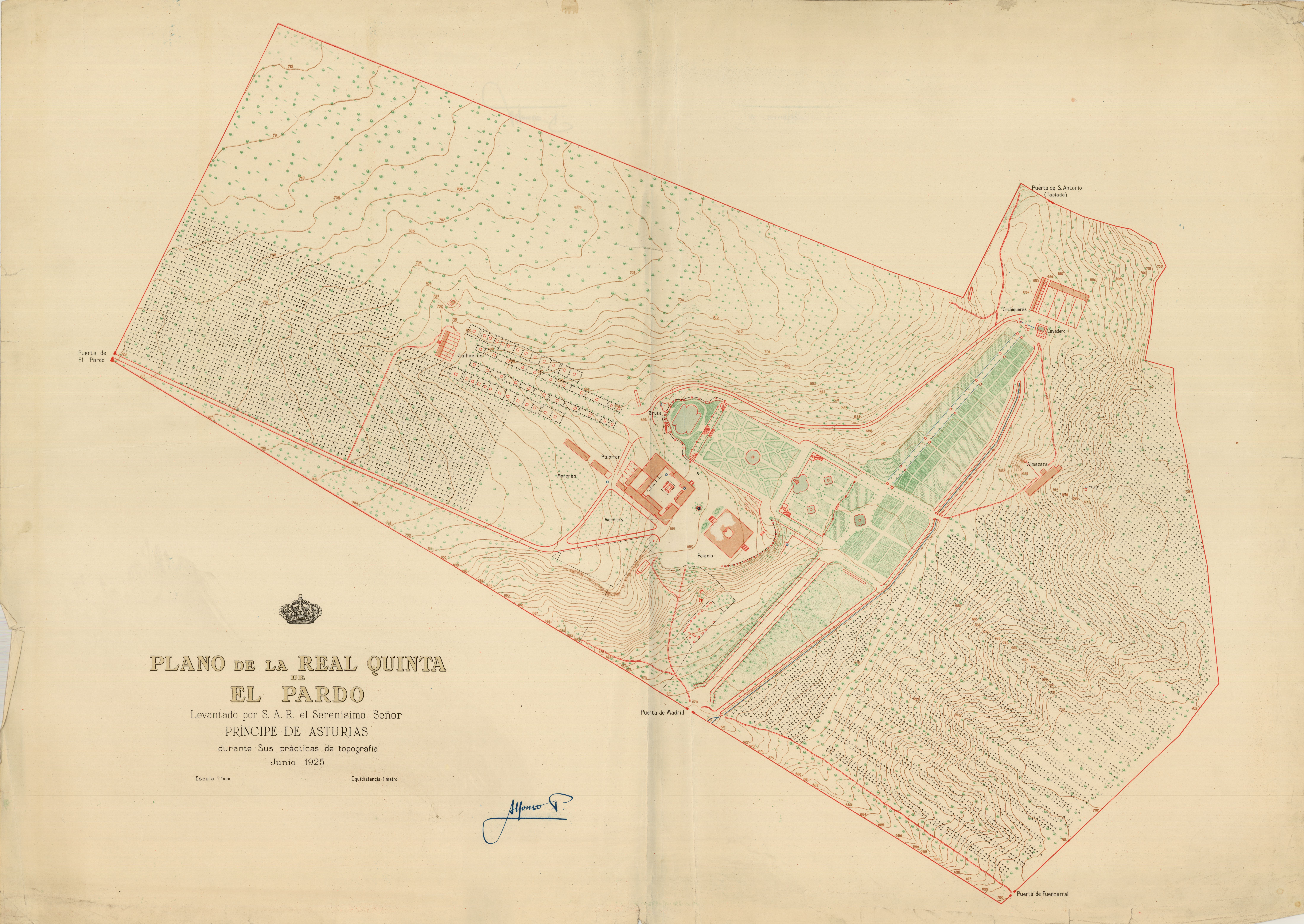
Levantado por el príncipe de Asturias, Alfonso de Borbón y Battenberg, durante sus prácticas de topografía

Fue declarado Monumento Nacional en 1935.
Es, por tanto, Bien de Interés Cultural, con categoría de Jardín Histórico.
El golpe de Estado del 18 de julio de 1936 sorprendió al presidente de la República, Manuel Azaña, en la Quinta de El Pardo, donde residía. Por motivos de seguridad se trasladó al Palacio Nacional (actual Palacio Real) tras la noticia. Más tarde, durante la guerra civil española, en el palacio estuvo alojada la Quinta División del Ejército de la República (mandada por el comandante Palacios) por lo cual fue objetivo frecuente de los obuses de los rebeldes de la Casa de Campo.
El palacio fue reconstruido entre 1940 y 1941 e inaugurado en octubre de 1942 por Francisco Franco como Academia de Mandos Isabel la Católica, una academia de instructoras para la Sección Femenina especializada en formadoras para música, la cultura y las bellas artes.
En el año 1974 se celebraban en la Quinta las audiencias de los príncipes Juan Carlos y Sofía.
Desde 1994 el Servicio de Jardines, Parques y Montes del Patrimonio Nacional, en colaboración con la Escuela Taller de Jardinería y Medio Ambiente de El Pardo, están tratando de recuperar este bien patrimonial.
Actualmente, en la casa de oficios está alojado el Colegio Público de Educación Especial La Quinta, de la Comunidad de Madrid. El palacio se alquila, al igual que los jardines, por Patrimonio Nacional para eventos y recepciones privadas, no siendo posible su visita. Los jardines son de acceso libre y gratuito, y las fuentes solo se ponen en funcionamiento los sábados y domingos por la mañana.

## Jardines

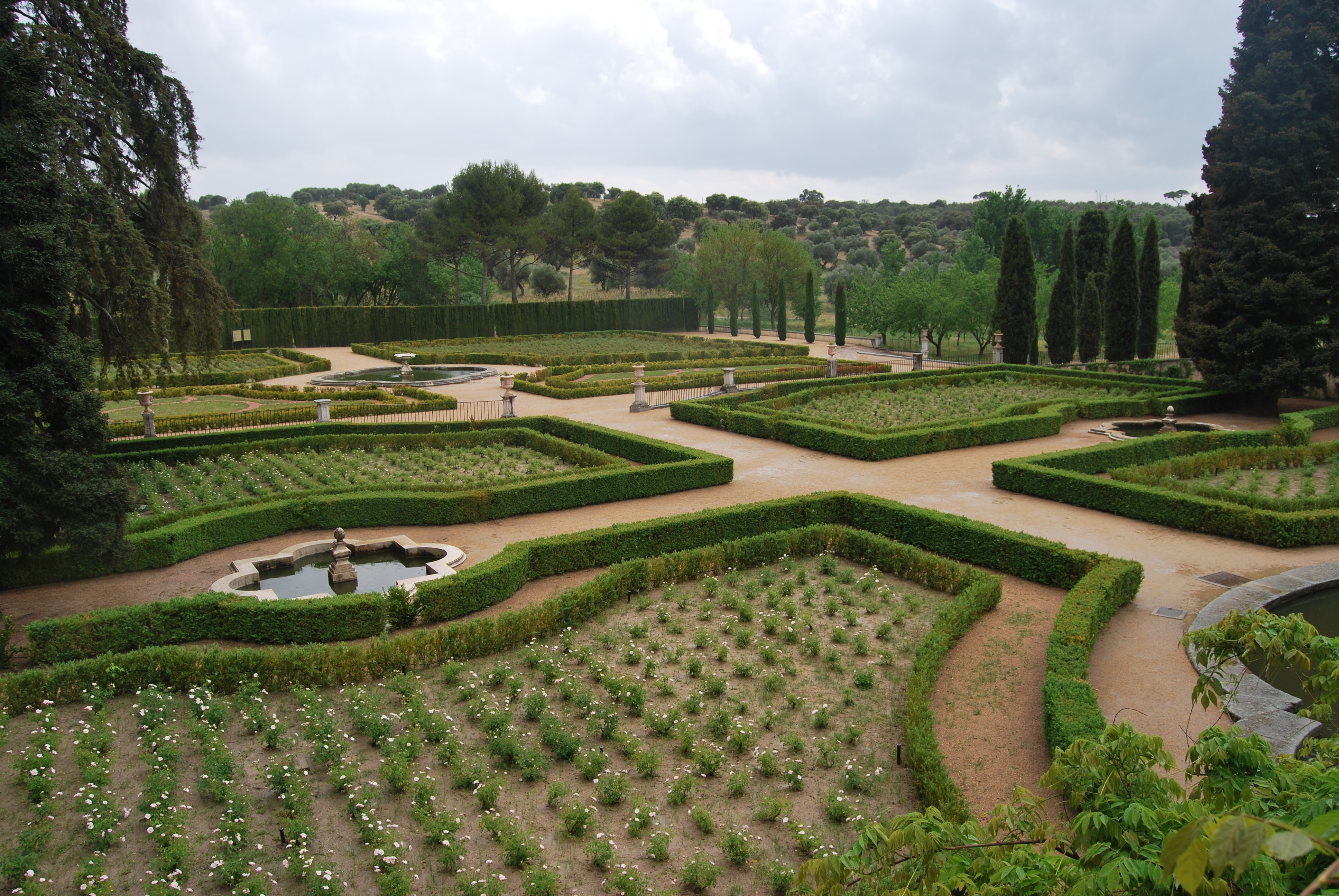
Jardines de la Quinta del Duque del Arco.

El jardín es el elemento más importante en la quinta. Se trata de uno de los mejores ejemplos del desarrollo de la jardinería barroca de patrocinio nobiliario en España.
Se desconoce quién fue el diseñador, pudiendo ser obra realizada en vida del Duque del Arco o posterior, de las obras de mejora realizadas por Felipe V al heredar la finca. Los jardines de más de 10 000 m² se componen de cuatro grandes terrazas, esculturas, jarrones, fuentes y un estanque. En su estilo tiene rasgos tanto españoles, como franceses e italianos.
Lo más característico de este jardín es que está construido en un terreno con una cuesta muy pronunciada que consigue salvar gracias a una sucesión de cuatro terrazas divididas por altos muros de contención y comunicadas por rampas y escaleras. 
Cada plano de terraza está ajardinado con parterres al estilo francés y respeta la perspectiva y el punto de fuga a la manera francesa: hay un eje ascendente desde el plano bajo (por el que se accede) hasta el cuarto plano (situado en lo alto del jardín). Sin embargo, al contrario de los jardines franceses, al final del punto de fuga de la perspectiva principal no encontramos el palacio sino una gruta. Esto es porque la casa está situada en un lateral, en un collado, desde el que se contemplan los jardines y parte de la explotación agrícola. La colocación de la vivienda fuera del eje principal adaptándose a las características del terreno es más bien un rasgo típico del jardín español. Los elementos decorativos como la gran cascada de mascarones, la exedra, el muro de hornacinas, el estanque superior y la gruta artificial nos recuerdan en parte a elementos franceses pero también al jardín del pleno renacimiento italiano.
Es esta mezcla de estilos, francés en su diseño y composición, italiano en sus elementos decorativos, y español en su arquitectura lo que lo convierte en un ejemplo único en España.
Aunque fuera de contexto, porque rompen el eje de perspectiva principal, dos grandes coníferas llaman poderosamente la atención: son dos ejemplares de secuoya roja, el árbol más grande del mundo.

## Palacio

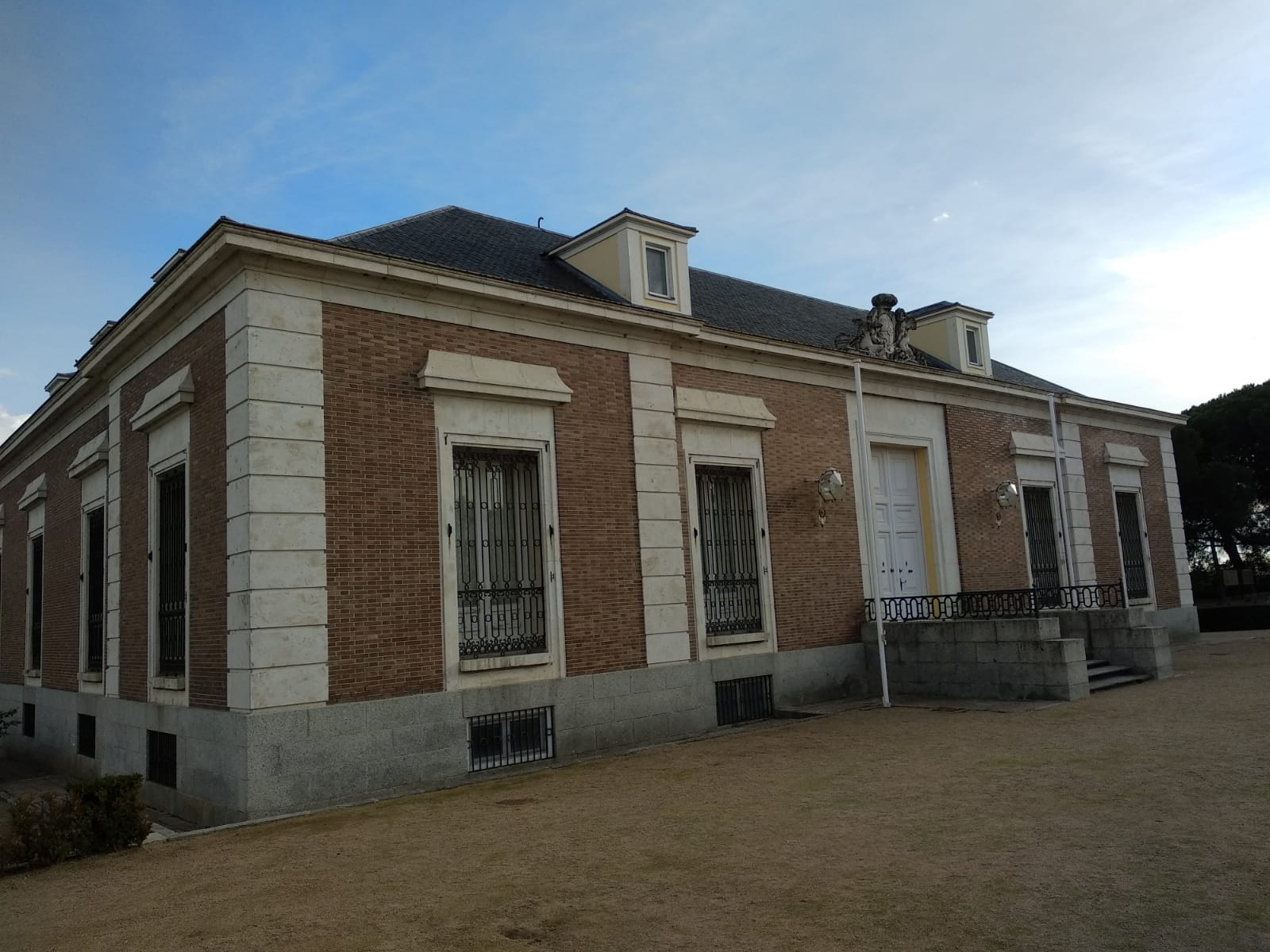
Palacio de la Quinta del Duque del Arco

El palacio tiene una superficie en planta de 920 m², distribuidos en 15 estancias, siendo la mayor de ellas de unos 110 m² aproximadamente. Consta de una planta noble en la que se ubican los salones y zonas de recepción. Dispone de un sótano inferior para su utilización por el personal de servicio y de una buhardilla que ocupa toda la planta alta, para los mismos fines. Los papeles pintados franceses de 1820 que empapelan las paredes de algunas de las salas son especialmente remarcables. Son apreciables también el mobiliario, las pinturas y las alfombras de la época de Fernando VII e Isabel II.
La decoración de las paredes está realizada a base de papeles pintados, algunos adquiridos en Francia en el siglo XIX y realizados por la casa Joseph Dufour y otros por la Real Fábrica Española de Papeles. Se trata de la colección más interesante de papeles pintados de todos los Reales Sitios.